# Camaiore
Camaiore, scritto Camajore nel XIX e inizio del XX secolo (dal Latino Campus Maior, cioè Campo Maggiore), è un comune italiano di 31 691 abitanti della provincia di Lucca in Toscana. È situato a sud-ovest delle Alpi Apuane.

## Geografia fisica

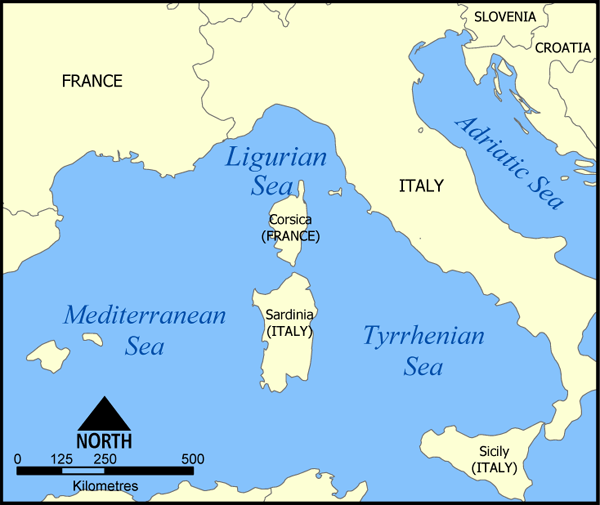
Il mar Ligure

Nel suo territorio si trovano molteplici ambienti caratteristici: dalla spiaggia di Lido di Camaiore alle vette delle Alpi Apuane come il monte Prana, il monte Matanna, il monte Gabberi, passando attraverso colline più o meno elevate; importante è anche la piana del capezzanese nota per la coltivazione dei fiori o il vivaismo in genere, oltre al lungomare lidese e alle frazioni collinari con piccole coltivazioni di vite e olivo. Dal punto di vista idrografico, Camaiore è ricchissimo di acqua presente soprattutto in grandi falde sotterranee dalle quali viene continuamente estratta sia per uso privato, florovivaistico sia da alcuni comuni contigui per il rifornimento degli acquedotti locali.
I timori si concretizzano ancora di più se si ripensa al fenomeno delle voragini che, a metà degli anni novanta, provocò ingenti danni in seguito al crollo di alcune case. Lungo tutto il territorio corrono modesti corsi d'acqua, alimentati dallo scolo delle acque montane; tra i più grandi il fiume Lombricese che corre ai piedi del Monte Gabberi, tocca il vicino paese Lombrici e si unisce con un altro corso, il Lucese, che scendendo invece dall'omonimo passo giunge a valle attraversando Nocchi, Marignana e la parte inferiore di Pieve di Camaiore fino ad arrivare a Camaiore. Da qui in poi si unirà con il Lombricese per formare il fiume Camaiore che alla sua foce viene anche chiamato Fosso dell'Abate.
Lungo tutto il territorio sono presenti anche piccoli bacini o laghi di dimensione modesta alimentati dalle varie sorgenti. Con l'entrata in vigore della legge regionale n. 66/2011 gran parte del territorio di Capezzano Pianore e Lido di Camaiore ricade in zona P.I.M.E (pericolosità idraulica molto elevata). Tutta la costa di Lido di Camaiore è bagnata dal mar Ligure, che dalla costa della Liguria si estende fino al promontorio di Piombino, e non dal mar Tirreno come erroneamente creduto, la cui denominazione ha sostituito nel linguaggio comune quella storica di Mare Toscano.
- Classificazione sismica: zona 3 (sismicità bassa), Ordinanza PCM 3274 del 20/03/2003[7]
- Classificazione climatica: zona D, 1485 GR/G
- Diffusività atmosferica: bassa, Ibimet CNR 2002

## Storia
Nella preistoria il territorio di Camaiore fu attraversato da uomini neanderthaliani, come attestano i ritrovamenti di Grotta all'Onda (Casoli) e della Buca del Tasso (Metato). Soprattutto in quest'ultima fu rinvenuto un femore appartenente a un bambino neanderthaliano risalente a circa 40.000 anni fa. Numerose le testimonianze relative all'età del rame, per la maggior parte costituite da sepolture in cavità naturali quali le Grotte del Tambugione, del Tanaccio, delle Pianacce, di Penna Buia e della Buca del Corno (scoperta dal locale Gruppo Archeologico Camaiore nel 1978 e scavata dal Museo archeologico di Camaiore nel 1986 e 1987), la quale ha riportato alla luce interessanti reperti tra cui due pregevoli pugnali in rame. Nel 1983, furono rinvenute dal Gruppo Archeologico Camaiore, frammenti di vasi dell'età del Bronzo lungo la sponda destra del torrente Lombricese in località Candalla, e dai successivi scavi è emerso che qui si trovava un villaggio di pastori transumanti.
Nell'età preromana si insediarono nel territorio di Camaiore prima gli Etruschi e poi i Liguri, come attestano i ritrovamenti archeologici etruschi di Villa Mansi, l'Acquarella, Marignana che coprono un periodo che va dal VII al IV secolo a.C. I Liguri si posizionarono soprattutto sulle alture camaioresi e tracce dei loro insediamenti sono state ritrovate a Campallorzo a 1 000 metri di altitudine e al Passo del Lucese. Una necropoli dei Liguri Apuani venne invece alla luce a ridosso del monte Gabberi in località Vado (La Serra). I Liguri Apuani furono poi sgominati dall'esercito romano nel 180 a.C., e dopo la loro nota deportazione nel Sannio, vi fu una decisa colonizzazione di Camaiore da parte dei Romani, come dimostra anche la toponomastica di moltissime località per la presenza della forma predializzata in -anum (Albianum = di Albius). Di questo periodo si ha un'importantissima testimonianza rappresentata dalla fattoria dell'Acquarella (segnalata dal Gruppo Archeologico Camaiore) e scavata dalla Soprintendenza Archeologica della Toscana con la fattiva collaborazione del Museo Archeologico di Camaiore. Anche il nome di Camaiore trae origine dal latino Campus maior = Campo maggiore, poi trasformatosi in Campomaiore e quindi nell'attuale Camaiore.
Nel Medioevo la città crebbe notevolmente, grazie all'antica Via Francigena, che da Lucca dirigeva a nord ovest, verso la Lunigiana e il Passo della Cisa, e transitava per il Campo Maggiore, dove già dall'anno 761 esisteva il monastero di San Pietro, oggi detta la badia di San Pietro di Camaiore. 

Nell'itinerario di Sigerico, la città rappresentava la XXVII tappa, ed era definita Campmaior dall'arcivescovo di Canterbury. La prima citazione del villaggio di Campmaior risale all'anno 984 allorché era compreso nel piviere della vicina pieve di Santo Stefano.

Dall'XI al XIII secolo furono eretti sulle alture più strategiche del territorio di Camaiore, da ricchi proprietari fondiari di origine longobarda, i castelli o villaggi fortificati di Gombitelli (1029), Pedona e Montemagno (1099), Fibbialla (1123), Montecastrese (sec. XII), Peralla (sec. XIII), Greppolungo (anno 1219), Monteggiori (1224), Montebello (1129), Albiano e Orbicciano (1183), Rotaio (1223), Monte Penna (sec. XIII). Su queste fortificazioni esercitarono i loro poteri le signorie feudali dei nobili di Montemagno e Pedona, i vicecomites di Corvaia e Vallecchia, i nobili di Bozzano e la Jura dei Canonici di San Martino di Lucca.
Intorno al 1225, o 1226, il Comune di Lucca, con lo scopo preciso di conquistarsi un accesso sicuro al porto di Motrone, sferrò un deciso attacco ai castelli camaioresi, in gran parte alleati dei pisani, che ostacolavano questo obiettivo conquistandoli e occupandoli con la forza. Lucca provvide poi a organizzare il territorio di Camaiore in una vasta Vicaria e ad ampliare con un progetto a schema preordinato (terranuova), e contemporaneamente a Pietrasanta (costruita ex novo), il primitivo borgo di Camaiore che divenne il centro di questa estesa giurisdizione.
Nel 1374, il centro camaiorese, sempre per volontà della città madre Lucca, fu fortificato con una possente cinta muraria merlata alta circa 9 metri e dotata di 13 torrette sporgenti. Si poteva accedere al nuovo castello da quattro diversi ingressi: Porta S. Pietro o Lombricese, Porta Genovese, Porta Lucchese e Porta Pedonese. Sul lato orientale, verso Lucca, fu costruita un'alta torre racchiusa da un procinto murario. Le mura castellane rimasero in piedi per circa cinque secoli, poiché a incominciare dalla seconda metà dell'Ottocento ne fu decretato dal consiglio comunale l'abbattimento. Oggi resta soltanto un tratto del muro di cinta sul versante settentrionale di circa 200 metri di lunghezza, notevolmente sbassato, e si scorgono ancora i resti del procinto murario della rocca.

### Simboli
Lo stemma è stato riconosciuto con decreto del capo del governo del 1º dicembre 1930.
Il gonfalone, concesso con regio decreto del 30 maggio 1930, è un drappo di bianco.

## Monumenti e luoghi d'interesse

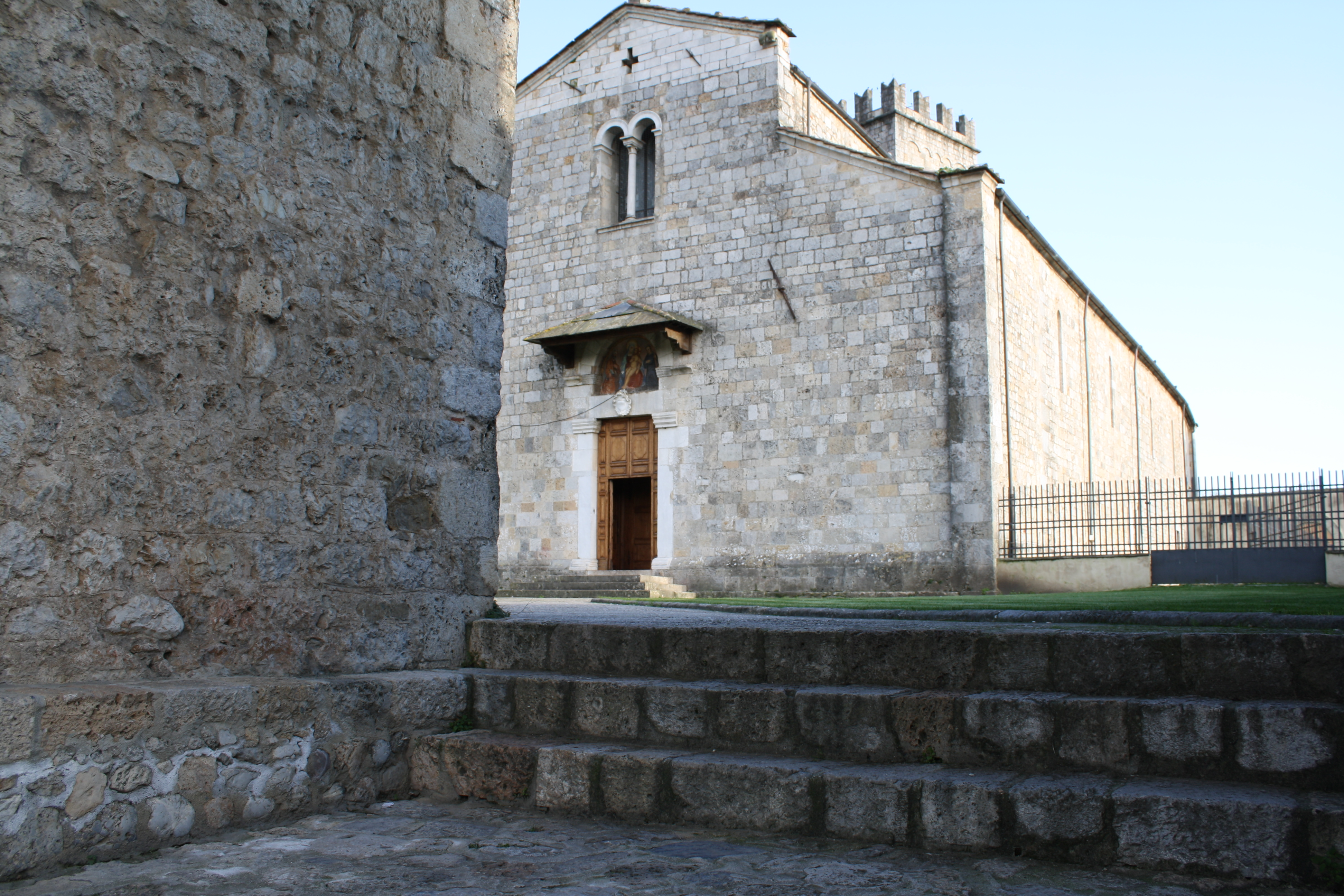
Chiesa e arco Badia

### Architetture religiose
- Badia di Camaiore: i primi due documenti che citano la badia di Camaiore risalgono al tempo della dominazione longobarda. Agli inizi del XII secolo la badia raggiunge il suo massimo splendore. L'abate aveva funzione di dirigente vescovile e civile sotto la protezione della Santa Sede. Sia per l'elargizione della contessa Matilde di Canossa, sia per le iniziative dei monaci stessi, la chiesa primitiva, che era costruita a una sola navata con il pavimento a un piano e un altare in pietra, subì nel XII secolo una profonda trasformazione assumendo l'attuale aspetto architettonico. Vennero aggiunte le due navate laterali, il frontone, l'abside e la travatura a cavalletti del tetto.
- Pieve di Santo Stefano: la pieve è documentata dal IX secolo e sorge in zona collinare sotto il monte Prana lungo la via Francigena. La sua architettura viene definita romanica-lucchese e la sua giurisdizione comprendeva la vallata di Camaiore fino ai confini di Pieve a Elici e Valdicastello. La facciata, restaurata nel Seicento, ha un grande effetto prospettico con una scalinata incastonata nel piazzale. All'interno troviamo un sarcofago marmoreo di origine romana (sec. II), tomba di Lucio Imbricio, cittadino romano, proveniente dal paese di Lombrici.
- Collegiata di Santa Maria Assunta
- Chiesa dell'Immacolata Concezione e di San Lazzaro
- Chiesa di San Michele

### Architetture civili
- Teatro dell'Olivo
- Villa Borbone delle Pianore

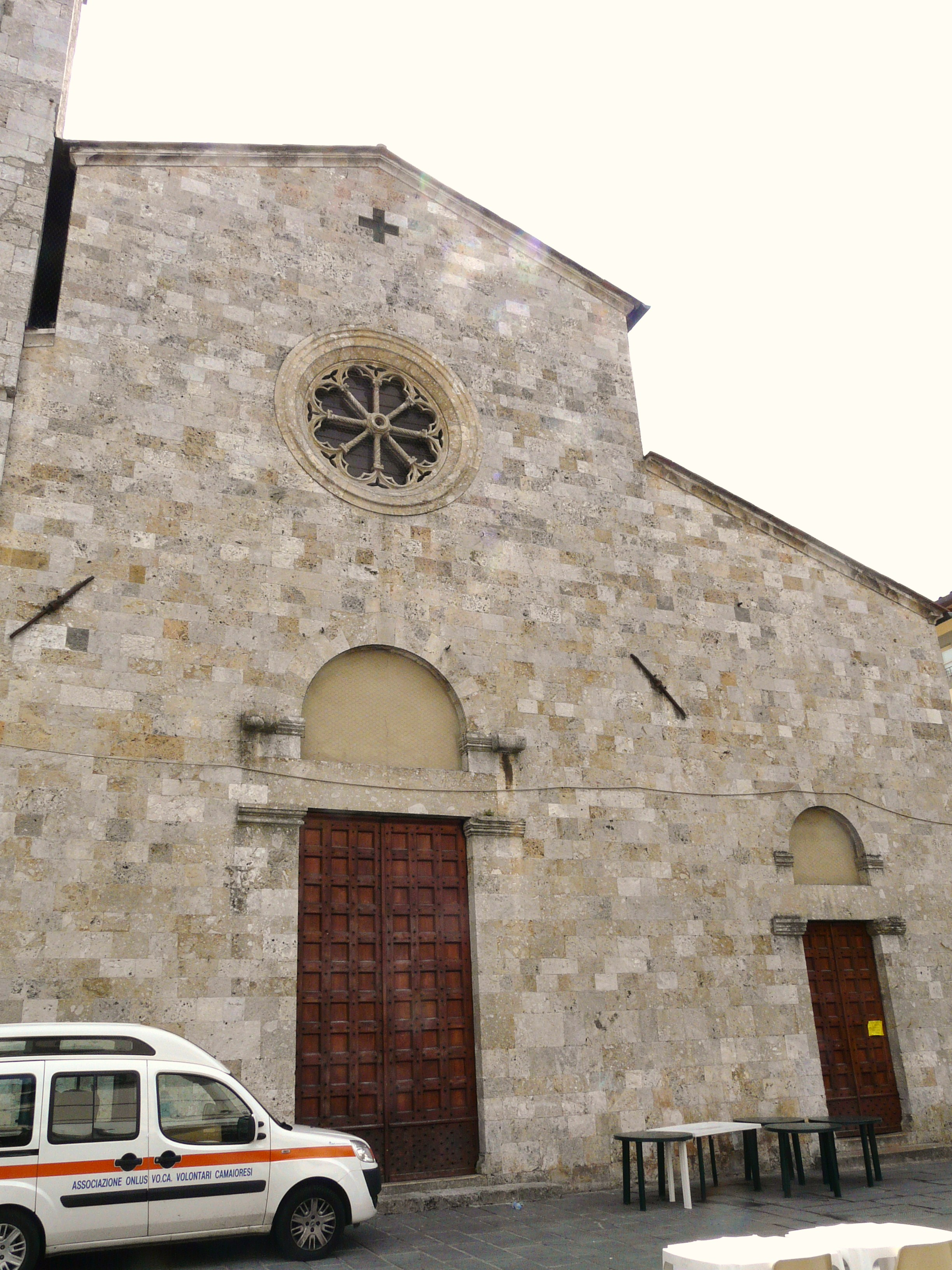
La collegiata di Santa Maria Assunta

- Marginette di Camaiore: nel territorio di Camaiore ci sono diverse immagini sacre popolarmente chiamate "Marginette" (piccole strutture con tetto a capanna o a forma di edicola). Sono sparse lungo i sentieri nei paesi, nei borghi e nel centro storico del capoluogo.

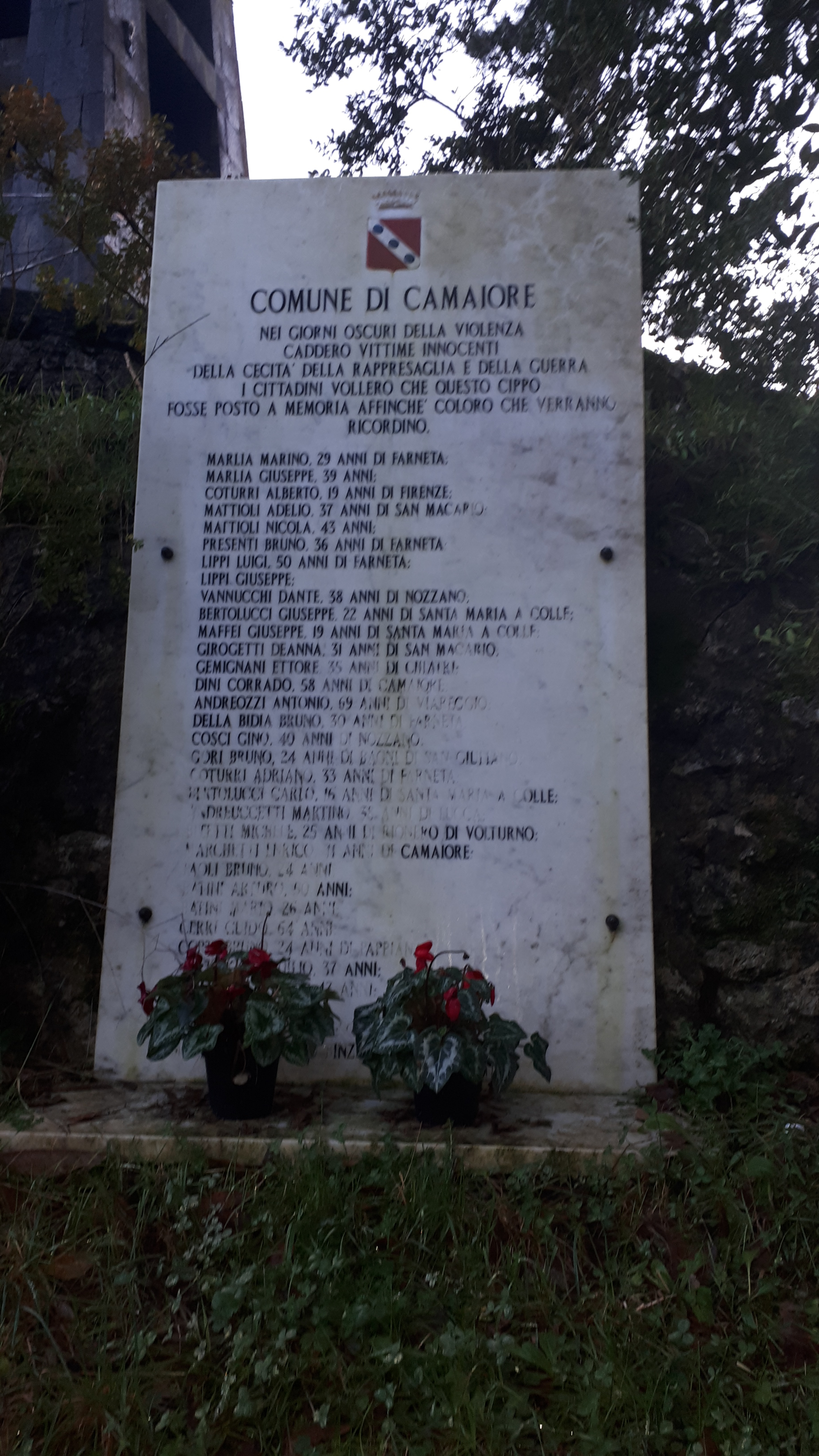
Lapide ai caduti del Comune

- Badia di San Pietro - Lapide ai caduti della grande guerraLapide ai caduti del ComuneMonumenti ai caduti. Innanzi la Badia di San Pietro è collocata la lapide che ricorda i caduti della grande guerra (1915-1918). La lapide riporta le fotografie dei caduti e la seguente inscrizione "Pax viva eterna all'ombra del suo santuario la memoria dei confratelli della SS. Pietà caduti valorosamente nella grande guerra Cap. Lari Pietro, Sol. Altamura Bernardo, Antonelli Angelo, Angeli Eugenio, Dalle Luche Adolfo, Dalle Luche Angelo, Fibbiani Vincenzo, Romboni Diomede, Dalle Luche Vincenzo, Moriconi Alfredo, Salvietti Ferdinando". Un'altra lapide posta dal Comune di Camaiore ricorda altri trenta caduti e riporta la seguente inscrizione "Nei giorni oscuri della violenza caddero vittime innocenti della cecità della rappresaglia e della guerra i cittadini vollero che questo cippo fosse posto a memoria affinché coloro che verranno ricordino."

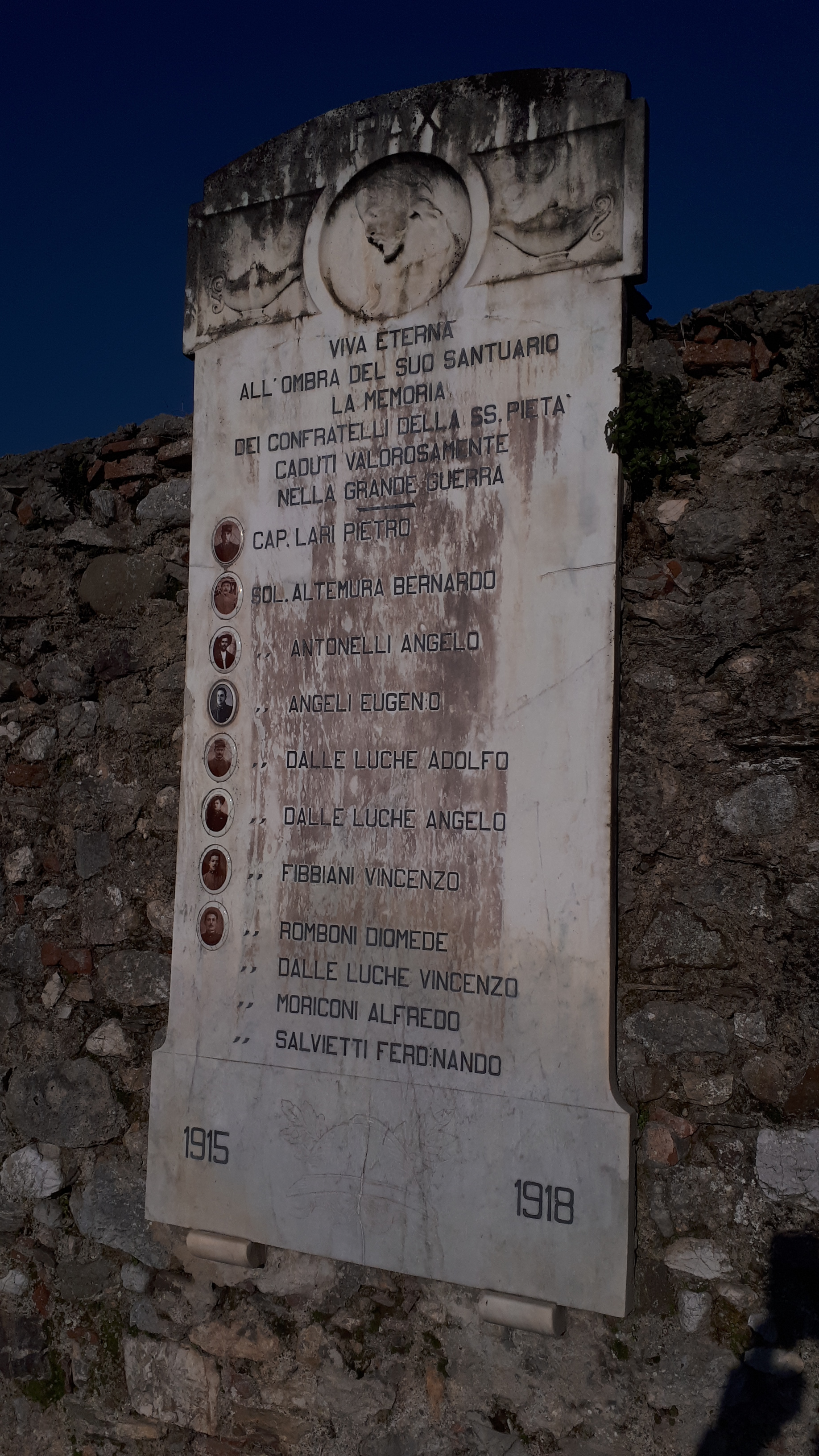
Badia di San Pietro - Lapide ai caduti della grande guerra

- Arco di trionfo. Nel 1574 la Repubblica di Lucca realizzò a Camaiore un arco di trionfo in omaggio alla fedeltà dimostrata dalla città durante la Rivolta degli Straccioni[11].

## Società

### Evoluzione demografica
Abitanti censiti

### Etnie e minoranze straniere
Al 1º gennaio 2023 la popolazione straniera era di 1 906 abitanti, pari al 6,27% dei residenti.

### Tradizioni e folclore

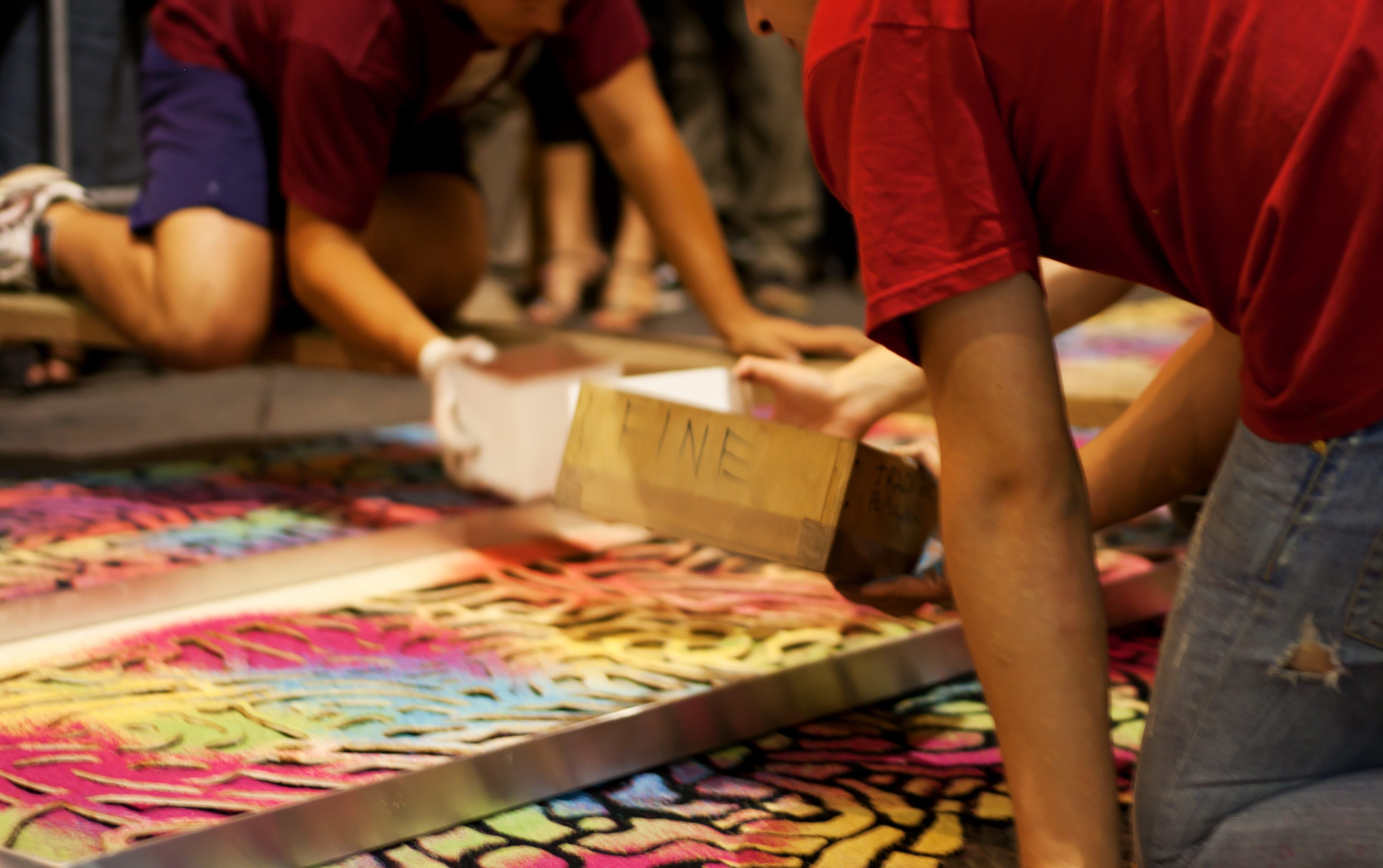
Tappeto e tecnica

- Processione del Corpus Domini: la solenne celebrazione religiosa del Corpus Domini è onorata dal passaggio della processione su tappeti di segatura preparati per l'occasione[14]. Il 6 giugno 1844 il duca di Lucca Carlo Ludovico di Borbone partecipò alla processione del Corpus Domini. In seguito alla presenza ducale i tradizionali tappeti di fiori e mortella furono sostituiti dai tappeti di segatura. Ancora oggi si usa la segatura, materiale facilmente reperibile e una volta colorata, di grande effetto. Gli artigiani locali preparano intelaiature in legno con sagome di compensato intagliate secondo il disegno stabilito. Gli stampi, uno dopo l'altro, vengono appoggiati sul selciato e su di essi si passa la segatura con il setaccio. La lavorazione all'aperto è frenetica e precisa: tutta l'opera deve essere compiuta dal tardo pomeriggio alle prime luci del giorno. I tappeti superano i 40 m di lunghezza e 2 di larghezza. Il tema del tappeto ha subito variazioni nel corso del tempo: da temi a sfondo strettamente religioso (immagini sacre) si sono trasformati in motivi innovativi che affrontano tematiche sociali come la pace, la guerra, la violenza, la fratellanza e l'amore.
- Festa del Santissimo Nome di Gesù: durante la festa del Santissimo Nome di Gesù che si celebra il primo giugno vengono adornati con ghirlande di fiori i monogrammi che molte case hanno incastonato sopra il portale. La festa del Nome di Gesù venne istituita dal Magnifico Consiglio di Camaiore il 14 giugno 1528, in seguito alla predicazione di San Bernardino di Siena nel castello camaiorese, presumibilmente intorno al 1424. Il santo maremmano invitò la popolazione camaiorese ad apporre il monogramma di Gesù IHS sopra le porte delle case per preservarsi dalla peste, che da qualche secolo imperversava in tutta Italia. Il suo invito fu ampiamente accolto a Camaiore, tanto che ancora ai nostri giorni, su quasi tutte le facciate delle case del centro storico di Camaiore, si trova raffigurato questo stemma.

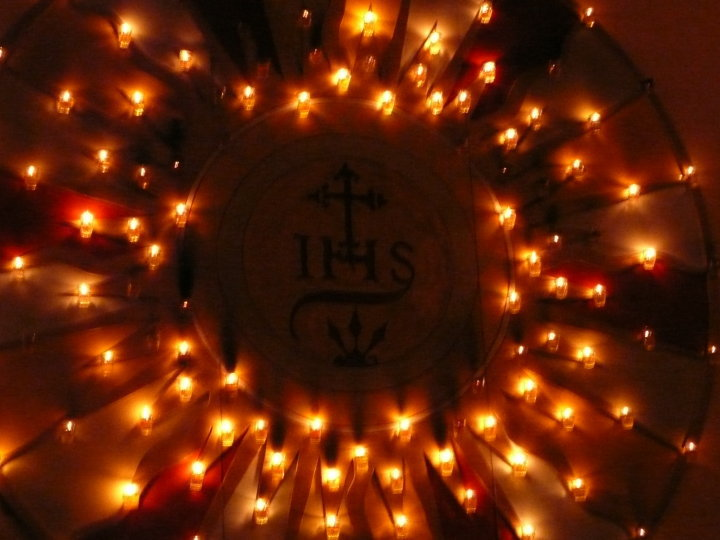
Processione Gesù Morto

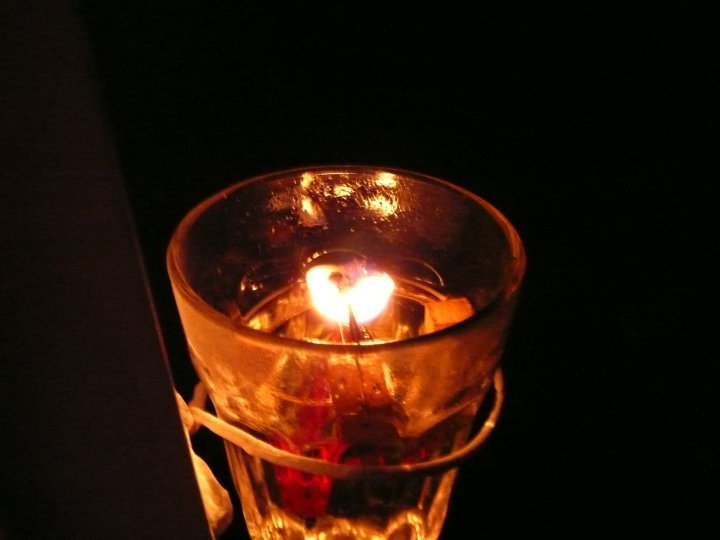
Luminara

- Triennale di Gesù morto: il venerdì santo, in occasione della Triennale di Gesù Morto che parte dalla chiesa della Madonna dei Dolori, si svolge una solenne processione con il simulacro del Redentore, della Madonna, di san Giovanni e di Maria Maddalena posti su di un palco, un tempo portato a spalla dai fedeli. La processione di Gesù morto ebbe origini verso la metà del XVII secolo. Nell'anno in cui cade questa tradizione, le famiglie, durante la vigilia, tirano fuori dai ripostigli i telai in legno e le armature (nome dei telai) che serviranno a sostenere i bicchieri per l'illuminazione. Il corpo del lumino è formato dal cincindello, un telaietto di fil di ferro che, mantenuto a galla da piccoli sugheri, sostiene la bambagia accesa sopra il livello dell'olio; il tutto è contenuto in un bicchiere di vetro. Per l'occasione, nella centrale via Vittorio Emanuele, chiamata Via di Mezzo, viene innalzato un arco che rappresenta Gerusalemme. La processione si snoda lungo le vie cittadine illuminate dai lumini accesi che creano un suggestivo scenario.
- Fiere e mercati cittadini: il primo documento che ci conferma l'esistenza in Camaiore di fiere mercato risale all'anno 1437. Di notevole importanza è il mercato di Ognissanti che nei primi tempi (1437) si protraeva per 15 giorni, dal 20 ottobre al 4 novembre, mentre attualmente è ridotto a due giorni (1-2 novembre). Questa fiera è divisa in settori e occupa varie zone di Camaiore prediligendo le aree aperte di fuori città per i settori agrozootecnico e delle macchine. Le vie e le piazze cittadine vengono occupate dalle bancarelle di genere alimentari e di abbigliamento.
- Palio dei rioni: la manifestazione ha inizio nel periodo estivo tra giugno e luglio. Partecipano al Palio 17 dei rioni che ricoprono tutto il territorio del comune, ovvero Capezzano, Casoli, Frati, Fuori Porta Lombricese, La Badia, La Rocca, Lido di Camaiore, Marignana, Montebello, Montemagno, Nocchi, Pieve, Porta Nuova, Pontemazzori, 3 Borghi, Vado. Il palio ha inizio con una "maratonina" maschile e femminile che impegnerà gli atleti in un percorso di 1 km per le vie del centro storico. Nei giorni seguenti viene eletta Miss Palio e i rioni si sfidano tra canti, balli e altro nella tradizionale Corrida. Le squadre capitanate dai caporioni si contendono il trofeo sfidandosi in gare atletiche come il tiro della fune, la corsa nei sacchi, la corsa con l'uovo, la corsa con la secchia, la corsa del bruco, il palo della cuccagna e la corsa con i trampoli, la corsa della botte, la corsa del cinese, la corsa con i piedi legati, e lo staffettone.
- Palio dell'Assunta: fin dal 1402 i camaioresi cercarono di conferire maggiore decoro alla festa dell'Assunta, titolare della chiesa parrocchiale, che si celebra il 15 agosto. L'amministrazione comunale decise di far correre un palio. I palii venivano disputati lungo il perimetro delle mura castellane e i vincitori delle corse ricevevano in premio un drappo di stoffa colorata, chiamato palio, che veniva acquistato dall'amministrazione comunale. Le famiglie più ricche della cittadina partecipavano alle corse per il palio con i colori del proprio Sesto (nel castello di Camaiore le contrade erano sei sestieri). Oggi la festa del palio dell'Assunta rievoca l'antica manifestazione con una sfilata in costume dove sono presenti il Vicario, il Priore con i tre capitani, gli armigeri del castello seguiti dalle nobili famiglie dei sesti con il proprio stemma.

### Istituzioni, enti e associazioni
La prima confraternita fu istituita a Camaiore nel XIV secolo. Ogni chiesa del paese aveva la propria confraternita a cui era assegnato un determinato compito. Attualmente sono presenti e ancora attive a Camaiore cinque Confraternite: SS. Trinità, Maria Santissima Addolorata, San Vincenzo Confessore, SS. Corpo di Cristo e San Vincenzo martire. L'arciconfraternita della Misericordia, con sede nella chiesa del Suffragio, si occupa dei trasporti funebri anche dei non iscritti, della gestione della chiesa dei Dolori e dell'organizzazione della solenne triennale del venerdì Santo.

## Cultura

### Musei
- Museo archeologico comunale (denominato Civico Museo Archeologico dalla sua riapertura avvenuta nel maggio del 2016, dopo i lavori di ammodernamento)
- Museo d'arte sacra

### Media
L'emittente più vecchia del comune è Tele Camaiore Nuovi Orizzonti, nata nel 1979 per merito di Ansano Lombardi assieme all'associazione Amici delle Montagna di Camaiore ed in seguito rilevata dalla locale Confraternita di Misericordia, cui tuttora appartiene. L'emittente si basa esclusivamente sul volontariato e trasmette regolarmente filmati di Camaiore e di tutte le manifestazioni versiliesi.

### Cucina

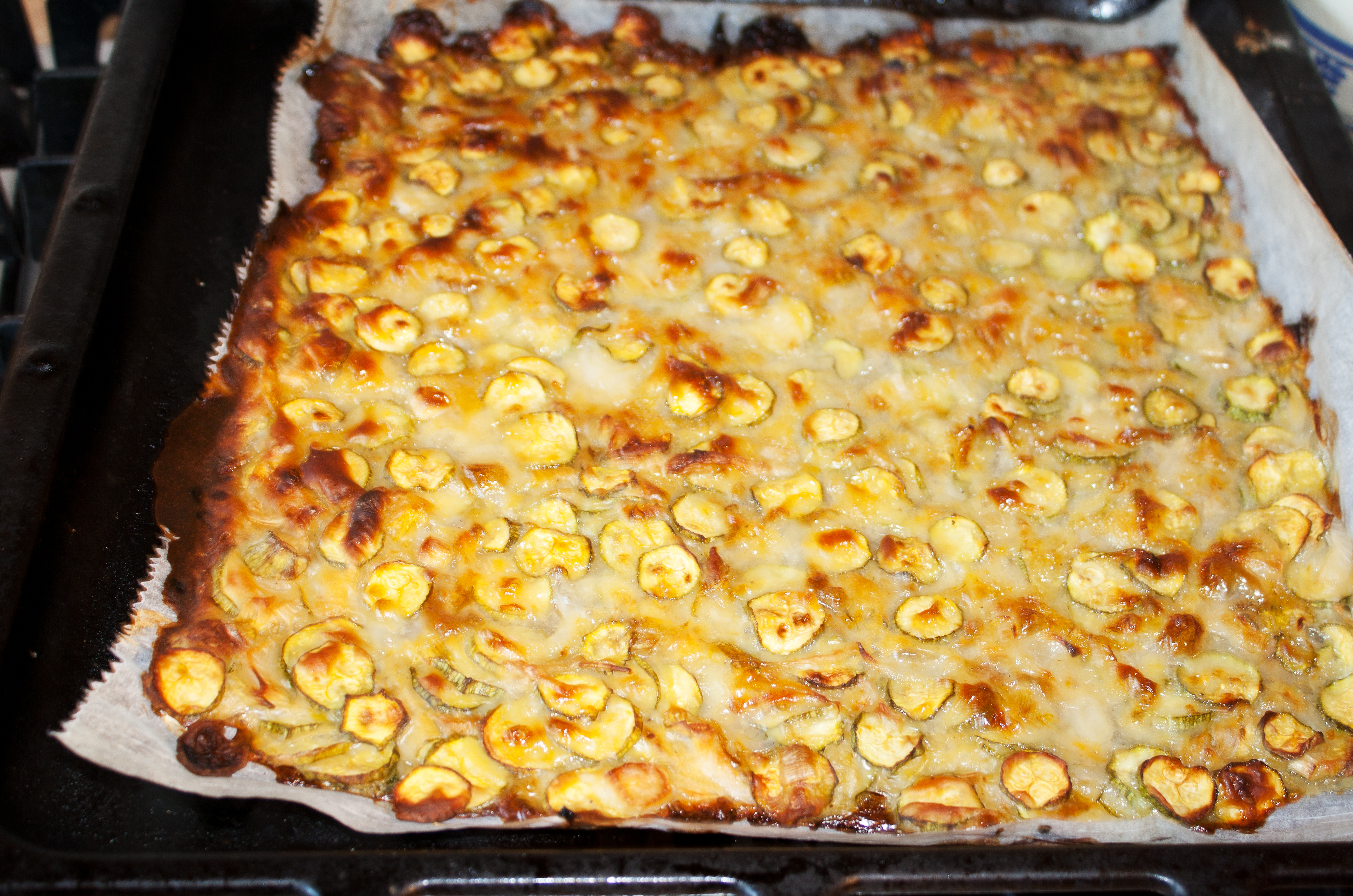
Scarpaccia

- Scarpaccia: è una torta salata tradizionalmente preparata con zucchine, farina, sale, pepe e cipolla. Viene servita calda o fredda come antipasto o piatto di merenda. È un piatto tipicamente estivo. Nella zona di Capezzano Pianore si usa aggiungere parmigiano grattugiato, olio extravergine d’oliva e uova. La Scarpaccia camaiorese è differente da quella viareggina che invece è dolce.
- Torta di Pepe o "Co'pizzi": è una torta salata a base di riso, bietola, pane casalingo, uova, pepe, prezzemolo e formaggio pecorino. Cotto l'impasto, si stende su una sfoglia fatta con farina, acqua, sale, olio e burro.
- Pasta tordellata: è un piatto salato fatto con un ragù di carne, al quale si aggiungono bietola lessa e salsiccia (cruda). Si amalgama bene con ricotta, parmigiano e pecorino. Cotta la pasta spianata a mano (maccheroni) si condisce a strati con il sugo precedentemente fatto.
- Tordelli: è un piatto salato con pasta (simile al raviolo) ripiena di carne di manzo e maiale macinata, bietola lessa, parmigiano, uova e mollica di pane.

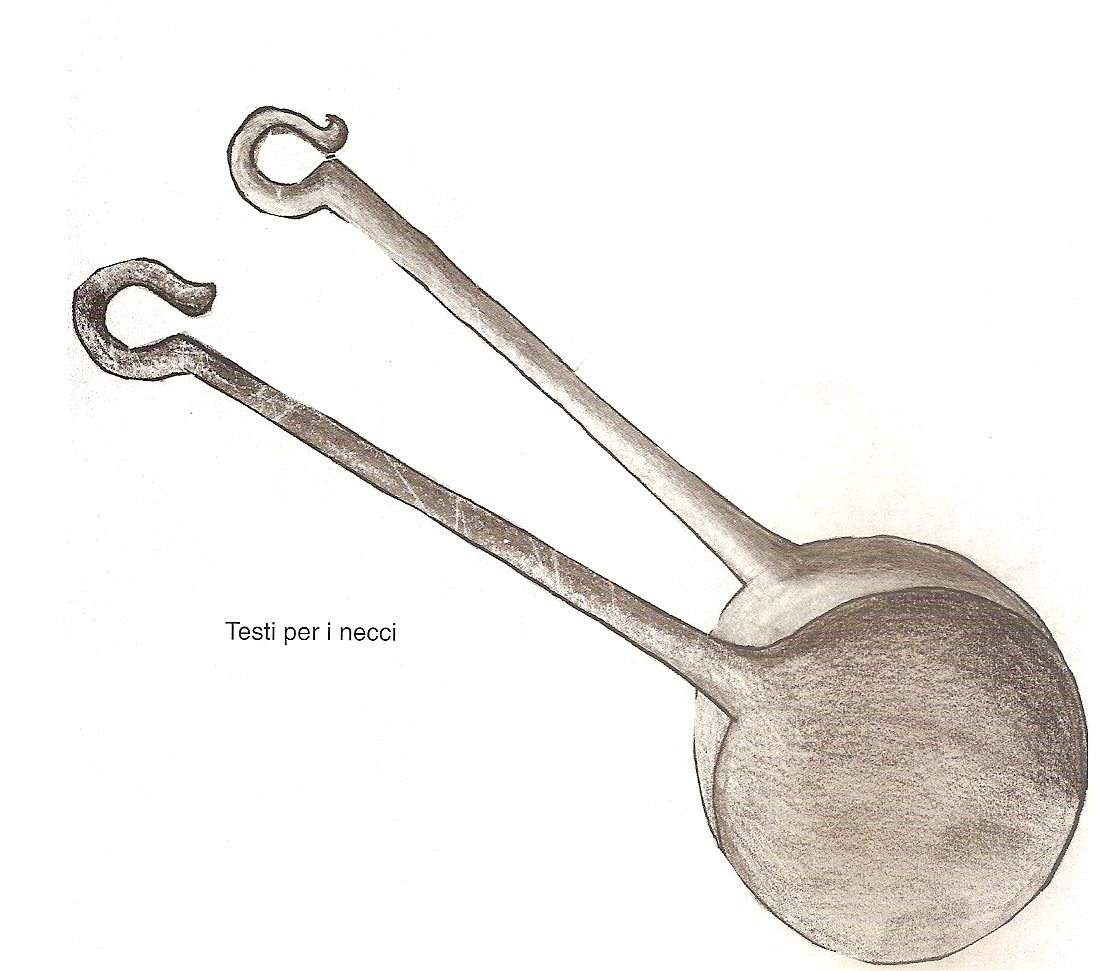
Testi (per la preparazione dei necci)

- Pasimata: è un pane "speciale" con l'aggiunta di semi di anice che viene preparato durante la Settimana Santa. Ha una forma tozza con incisioni profonde, in modo da potersi spezzare in parti uguali con le mani, ricordando così il rito dell'ultima cena. La mattina di Pasqua viene mangiata durante la prima colazione con uova sode benedette.
- Torta di Cioccolato: dopo aver cotto il riso nel latte ben zuccherato, vi si versa cioccolato fondente, uova e burro. Amalgamato il tutto si stende su una sfoglia. Si tagliano delle striscioline di sfoglia e si pongono trasversalmente sulla torta a formare un reticolo.
- Befanini: i befanini sono biscotti che vengono confezionati qualche giorno prima della festa dell'Epifania. La pasta dei biscotti viene tagliata a forma di stelle, uccelli, pesci, befane. Queste figure si ottengono con stampi di latta.
- Necci: cialde di farina di castagne (dolce) cotti su testi (piastre rotonde di ferro, o ferri da cialda).
- Mortadella di maiale: chiamata anche “sbriciolona”, è un salume tipico della zona di Camaiore. L'accurata lavorazione delle carni lo ha reso assai noto e apprezzato non solo localmente. Dal gusto dolce e delicato e dal profumo fragrante ha la tipica forma del salame, colore scuro e consistenza morbida. Vengono utilizzate carni scelte di lombo spalla, coppa e pancetta di maiale, a cui si aggiungono aromi e spezie, sale, pepe, semi di finocchio, cannella e chiodi di garofano. La carne viene macinata insieme con pezzi di grasso duro, impastata a mano e insaccata in budello naturale con una legatura stretta. Il prodotto viene lasciato maturare per circa una settimana in un ambiente aerato e poi posto a stagionare in luogo adatto per un periodo variabile in funzione del peso della mortadella. L'attuale produzione è destinata a un consumo locale e regionale. Viene prodotta in alcuni salumifici presenti a Camaiore e a Massarosa.
- Biroldo: è un insaccato di carne di maiale realizzato con le parti considerate meno nobili: testa, polmoni, cuore, lingua e talvolta frattaglie, il tutto amalgamato con sangue di maiale.

### Eventi
- Follie di Ferragosto: festa che anima il centro cittadino nel cuore dell'estate. Durante Ferragosto al caffè centrale sui tavoli di marmo la gente poteva assaporare il famoso "pezzo duro", una cassata alla siciliana. Nelle strade del centro si svolge il mercatino dell'antiquariato che si protrae per una settimana fino al giorno di Ferragosto. La notte della vigilia dell'Assunta le vie del centro si animano. Il giorno di Santa Maria la gente si concentra in piazza per prendere parte alla famosa tombola. La prima notizia storica di questa tombola risale all'anno 1857 quando il ricavato della manifestazione venne devoluto in favore delle suore Stimmatine. Il palco della tombola si erge davanti al palazzo che si trova a fianco del comune.
- Befanata di Capezzano Pianore: ogni anno, il 5 gennaio dalle ore 15 fino a notte fonda, nella frazione di Capezzano Pianore, numerosi gruppi di cantanti e suonatori, accompagnati dalla Befana e dal Befano, sfilano per le strade del centro della frazione e nelle case del Comune, portando risate, festa e balli in tutto il territorio. Numerosi sono i gruppi folcloristici (che giungono anche fuori dal Comune di Camaiore) che sono i veri e propri fautori di questa tradizione. La festa incomincia alle ore 15:00 in piazza degli Alpini a Capezzano Pianore con la "Rassegna delle Befane" (che nel 2010 ha raggiunto la sua 28ª edizione), organizzata dalla Misericordia di Capezzano. Qui sfilano tutti i gruppi, tra musica e animazione, sopra il palco allestito per l'occasione. La festa prosegue dalle ore 20:00 alle 24:00 in via Italica, sempre a Capezzano, con "Aspettando la Befana", manifestazione organizzata dal 2001 dai commercianti della zona. In questa manifestazione i commercianti offrono ai presenti prodotti tipici, panzerotti fritti, pizza, vino, tè, cioccolata calda, ecc., aspettando che i gruppi delle befane vengano a esibirsi come da tradizione. Durante la serata, aspettando la befana, sono presenti musica con dj, gruppi musicali e animazione per grandi e piccoli.
- Premio Letterario Camaiore - Francesco Belluomini

## Geografia antropica

### Frazioni

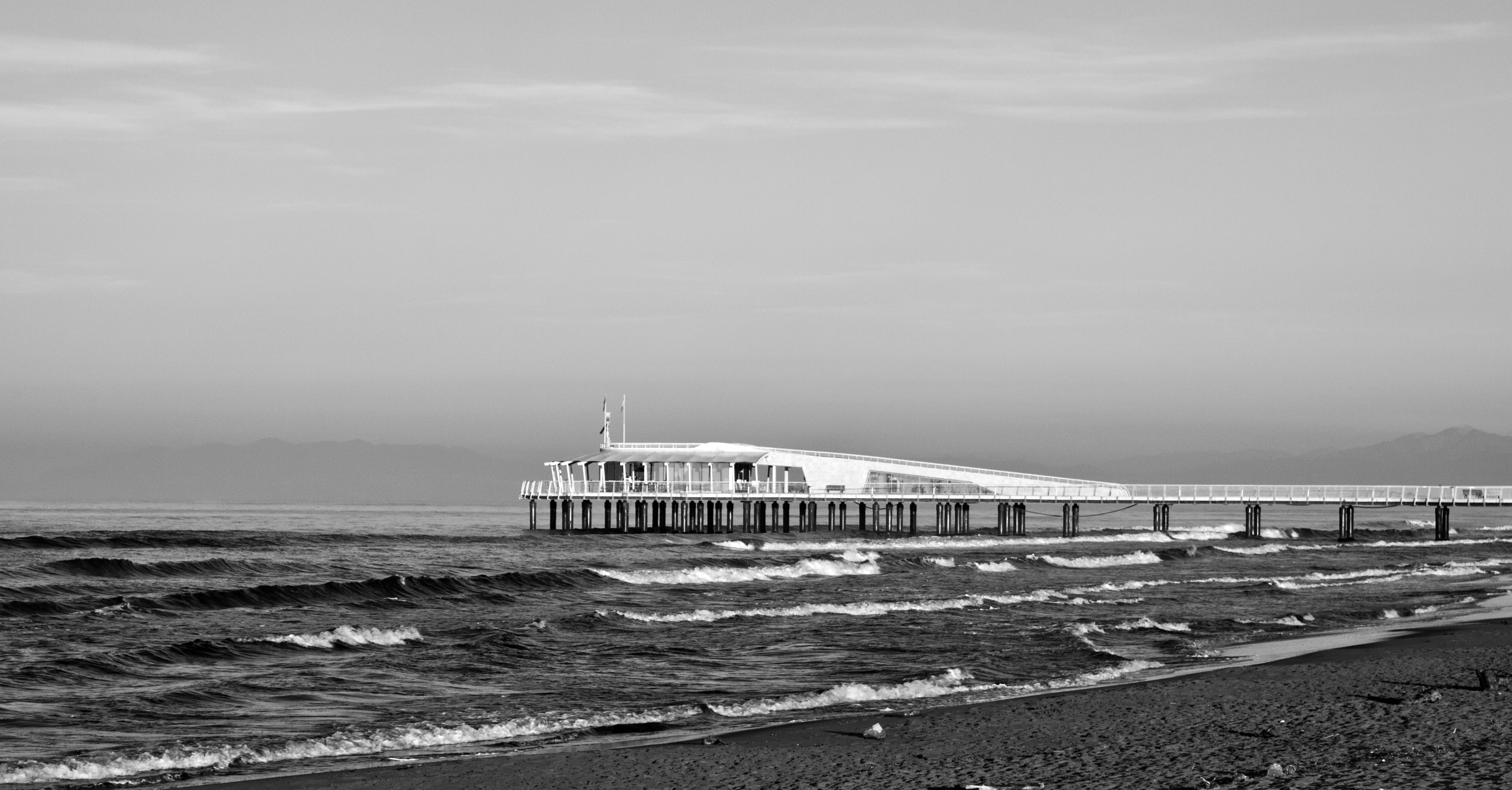
Lido di Camaiore

Il comune di Camaiore possiede ventiquattro frazioni all'interno del proprio territorio: Capezzano Pianore, Casoli, Fibbialla, Fibbiano Montanino, Gombitelli, Greppolungo, La Culla, Lido di Camaiore, Lombrici, Vado, Marignana, Metato, Migliano, Montebello, Monteggiori, Montemagno, Nocchi, Orbicciano, Pedona, Pieve di Camaiore, Pontemazzori, Santa Lucia, Santa Maria Albiano, Torcigliano, Valpromaro.
- Casoli: arroccato sulla sponda destra del torrente Lombricese. Viene menzionato nel 984 come villaggio che doveva pagare le decime alla Pieve di Camaiore. Si trovava sulla via Lombarda, strada che anticamente congiungeva la Versilia alla Lombardia attraverso la Garfagnana e l'Emilia. Dal paese si può ammirare le vette meridionali delle Alpi Apuane, i sentieri che conducono al monte Matanna e al monte Prana.
- Greppolungo: sede di un antico castello, il borgo è addossato a uno sperone roccioso che domina Camaiore e il mare. È meta di escursionisti per i sentieri che conducono al monte Gabberi.
- Lido di Camaiore: bagnata dal mar Ligure, ha un'altitudine media sul livello del mare di 2 m. Le montagne che si vedono da Lido di Camaiore sono le Alpi Apuane e le colline verdeggianti sono poste nel territorio dei comuni di Camaiore e Massarosa. Nel retroterra lidese vi sono molti canali: la fossa dell'Abate, la fossa Vecchia, la fossa Colubriaria, la fossa Magna e il fiume Motrone. La zona nei pressi del mare è detta Marina e un tempo era tutta acquitrinosa e malsana. Una parte della frazione della Marina rimaneva asciutta, perché più alta, per questo motivo venne chiamata Secco o Secchino.
- Lombrici: dal nome del fiume Lombricese, in passato era noto per i numerosi opifici lungo le sponde del torrente. In località Candalla c'è la ferriera Barsi dove esiste ancora oggi un maglio idraulico funzionante. Nel paese vi è l’antica Pieve di San Biagio, risalente al XII secolo.
- Monteggiori: sede di un castello feudale (1224). Il paese, in posizione arroccata, domina la piana e il mare. La Rocca è stata restaurata da Romano Cagnoni negli anni dal 1995 al 2000[16].
- Montemagno: anticamente castello e zona di passaggio della via Francigena, domina per la sua posizione la conca di Camaiore.

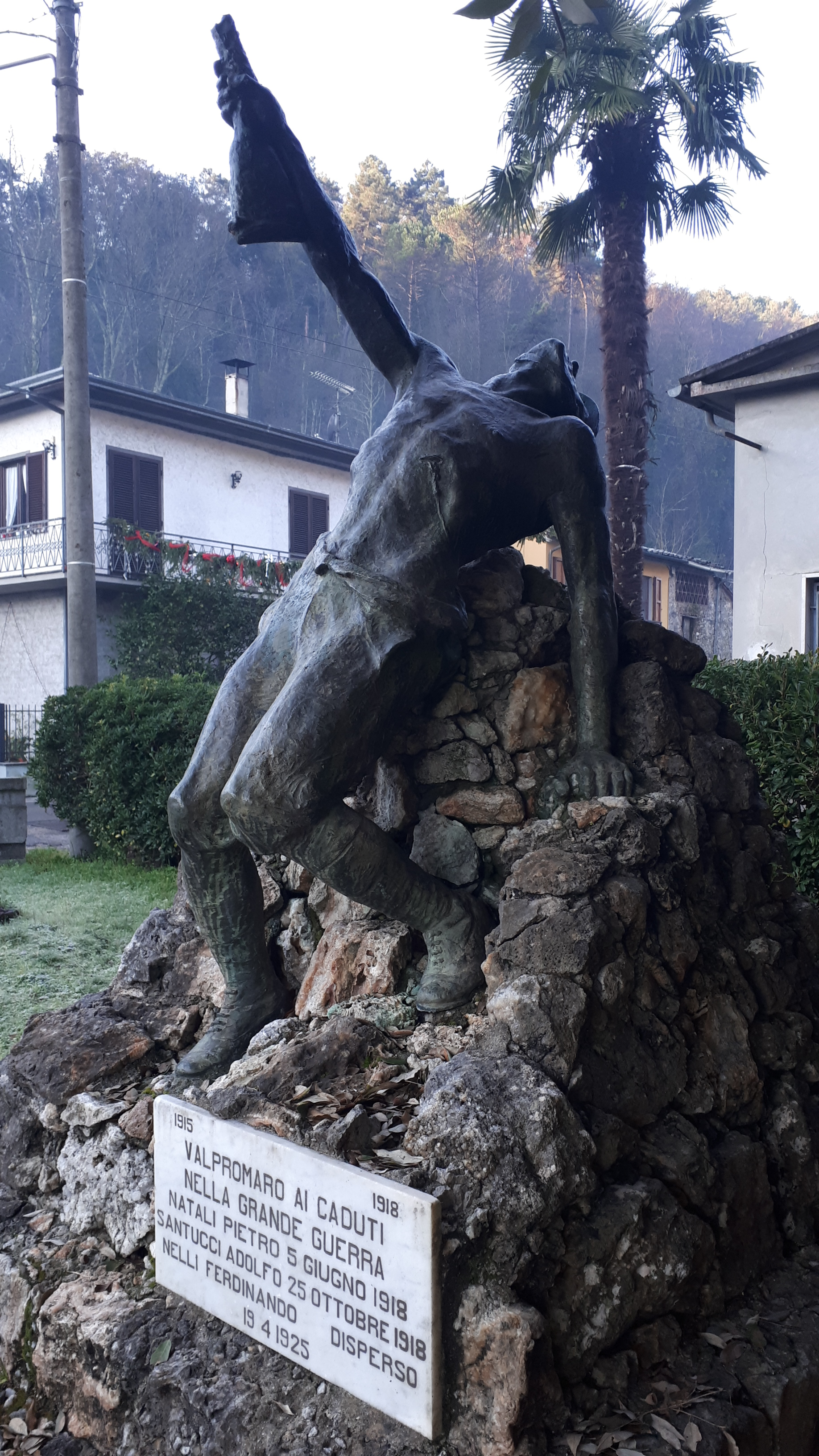
Valpromaro - Monumento ai caduti

- Valpromaro - Monumento ai cadutiPieve di Camaiore: il paese prende nome della chiesa romanica costruita su un'altra preesistente e già ricordata nell'817, in zona collinare, a ridosso del monte Pedone (1024 m). Fonte: comune di Camaiore.
- Pontemazzori: include la settecentesca villa Giannini.
- Santa Lucia: borgo anticamente chiamato "in Vegliatoia" per la posizione strategica, aveva la funzione di sorvegliare uno degli accessi di Camaiore nel Medioevo. In seguito il borgo prese il nome dalla sua chiesa. Inizialmente il borgo apparteneva alla Vicaria di Pietrasanta, ma successivamente passò alla giurisdizione di Camaiore, come la Chiesa che dalla Pieve di Santa Felicita nel '400 passò alla chiesa di San Michele di Camaiore dopo le carestie e pestilenze che colpirono la zona. Oggi il piccolo borgo è rinomato per il panorama.[17]
- Torcigliano: situato poco lontano da Nocchi, è circondato da uliveti e boschi.
- Valpromaro: si trova a circa 7 km da Camaiore ed è zona di passaggio della via Francigena. Il monumento ai caduti ricorda Natali Pietro (5 giugno 1918), Santucci Adolfo (25 ottobre 1918) e Nelli Ferdinando disperso (19 aprile 1925).

## Infrastrutture e trasporti

### Strade
Camaiore ha 5 km di strade statali (SS1 Aurelia), 21 km di strade provinciali e regionali (SP1 "Lucca-Camaiore" e SR439 "Sarzanese"), 4 km di autostrada (A12 "Livorno-Genova"), 150 km di strade vicinali e 340 km di strade comunali. Fra gli assi viari comunali degni di nota figurano inoltre il lungomare viale Europa, il viale Pistelli, il viale Colombo e il viale Sergio Bernardini in località Lido di Camaiore e, perpendicolare a esso, la via Italica.

### Ferrovie
La fermata Camaiore Lido-Capezzano, posta sulla linea Genova-Pisa, è servita dalle relazioni regionali Trenitalia svolte nell'ambito dei contratti di servizio stipulati con la Regione Toscana denominate anche "Memorario".

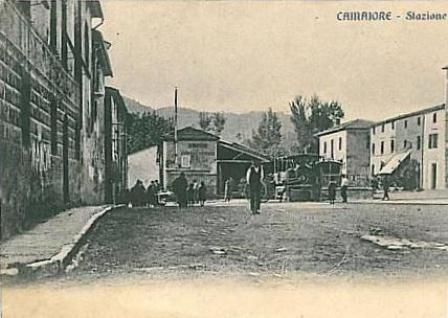
Camaiore, la stazione tranviaria in una cartolina d'epoca

### Mobilità urbana
Il trasporto pubblico locale è garantito dalle autocorse gestite dalla società Autolinee Toscane.
L'8 agosto 1900 fu inaugurata la tranvia a vapore che, voluta dal Comune di Camaiore, costituiva il collegamento diretto con Viareggio. L'impianto si attestava sul binari più a nord all'interno del piazzale dell'allora stazione ferroviaria di Viareggio, oggi un impianto dismesso denominato Viareggio Scalo. Nel 1938, in conseguenza dell'apertura della nuova stazione ferroviaria avvenuta due anni prima, la tranvia fu sostituita da un autoservizio.
Dal 1914, inoltre, il Lido di Camaiore era collegato direttamente con Forte dei Marmi, Pietrasanta e Viareggio tramite la tranvia litoranea, un'allora moderna infrastruttura, elettrificata a 600 V, che contribuì in maniera significativa allo sviluppo economico e turistico della fascia costiera. Vittima di gravi danneggiamenti subiti nel 1944, durante la seconda guerra mondiale, l'impianto non fu più ripristinato.

## Amministrazione

### Sindaci
| Periodo | Periodo   | Primo cittadino      | Partito                                                                           | Carica  | Note |
| ------- | --------- | -------------------- | --------------------------------------------------------------------------------- | ------- | ---- |
| 1951    | 1956      | Giuseppe Coluccini   | Democrazia Cristiana                                                              | Sindaco |      |
| 1956    | 1960      | Giuseppe Mastromei   | Democrazia Cristiana                                                              | Sindaco |      |
| 1960    | 1965      | Giuseppe Coluccini   | Democrazia Cristiana                                                              | Sindaco |      |
| 1965    | 1968      | Giuseppe Coluccini   | Democrazia Cristiana                                                              | Sindaco |      |
| 1968    | 1970      | Bruno Mastromei      | Democrazia Cristiana                                                              | Sindaco |      |
| 1970    | 1975      | Danilo Nuti          | Democrazia Cristiana                                                              | Sindaco |      |
| 1975    | 1980      | Fabio Pezzini        | Democrazia Cristiana                                                              | Sindaco |      |
| 1980    | 1985      | Fabio Pezzini        | Democrazia Cristiana                                                              | Sindaco |      |
| 1985    | 1988      | Antonio Dettori      | Democrazia Cristiana                                                              | Sindaco |      |
| 1988    | 1989      | Franco Torcigliani   | Democrazia Cristiana                                                              | Sindaco |      |
| 1989    | 1994      | Carla Dati           | Democrazia Cristiana                                                              | Sindaco |      |
| 1994    | 1998      | Cristiano Ceragioli  | Centrosinistra                                                                    | Sindaco |      |
| 1998    | 2002      | Cristiano Ceragioli  | Centrosinistra                                                                    | Sindaco |      |
| 2002    | 2007      | Giampaolo Bertola    | Centrodestra + Lista Fabio Pezzini                                                | Sindaco |      |
| 2007    | 2012      | Giampaolo Bertola    | Centrodestra                                                                      | Sindaco |      |
| 2012    | 2017      | Alessandro Del Dotto | PD + Alternativa per Camaiore + Lista Fabio Pezzini                               | Sindaco |      |
| 2017    | 2022      | Alessandro Del Dotto | PD + Lista Civica "Camaiore nel cuore" + Lista Civica "Spazio Civile"             | Sindaco |      |
| 2022    | in carica | Marcello Pierucci    | PD + Liste civiche Riformisti Viviamo Camaiore, Rinnovamenti, Camaiore a Sinistra | Sindaco |      |

### Gemellaggi
- Rovigno, dal 1990
- Überherrn, dal 2000
- L'Hôpital, dal 2000
- Castel di Casio, dal 2008
- Carpentras, dal 2009
- Cody, dal 2017

### Altre informazioni amministrative
- Il comune fa parte dell'Unione dei comuni della Versilia, la cui presidenza è stata ricoperta, dall'ottobre 2014 al giugno 2022, dallo stesso sindaco del Comune di Camaiore.

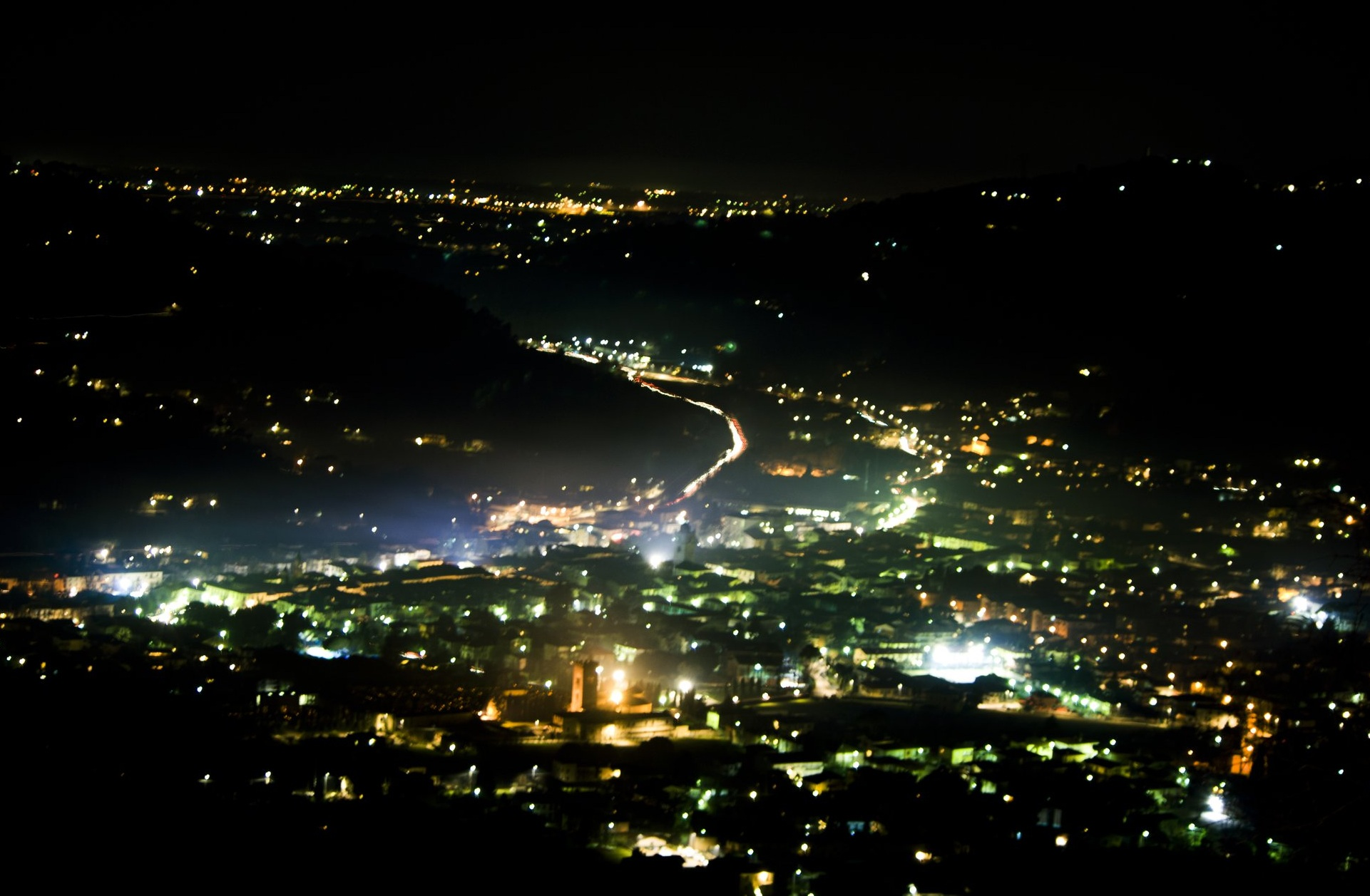
Piana di Camaiore

## Sport
Camaiore è un importante centro per l'arrampicata sportiva e nei suoi dintorni si contano numerosi settori d'arrampicata con più di 800 itinerari che presentano svariati stili di scalata. Grazie al suo clima e alle varie esposizioni delle sue pareti è possibile arrampicare a Camaiore durante tutto l'arco dell'anno.
A Camaiore, prima in estate poi tra fine febbraio e inizio marzo, si svolgeva il Gran Premio Città di Camaiore, corsa ciclistica riservata ai professionisti. La prima edizione risale al 1949. L'ultima edizione del Gran Premio Città di Camaiore si è tenuta il 6 marzo 2014: a vincerlo Diego Ulissi. Dal 2015 Camaiore ospita la partenza della Tirreno - Adriatico. L'accordo siglato tra l'Amministrazione Comunale e Rcs Sport prevede il via da Camaiore fino al 2020. L'intesa è stata successivamente rinnovata per due volte e prolungata fino al 2025. Il rapporto privilegiato della città con il ciclismo è dimostrato anche da altri eventi organizzati sul territorio come il primo raduno della Nazionale italiana di ciclismo diretta da Davide Cassani, nel 2014, o l'organizzazione dei Campionati Italiani a cronometro Juniores nel 2019.
La frazione Lido di Camaiore, nota meta turistica, è stata più volte arrivo di tappa del Giro d'Italia:
- 1997 (28 maggio): 11ª tappa, vinta da Gabriele Missaglia.
- 2002 (19 maggio): 7ª tappa, vinta dal belga Rik Verbrugghe.
- 2007 (21 maggio): 9ª tappa, vinta da Danilo Napolitano.

La maggiore squadra di calcio della città è l'A.S.D. Camaiore che ha giocato nel campionato di Serie D, è attualmente milita nel girone A dell'Eccellenza Toscana.
Il Centro Giovani Calciatori Capezzano è una delle realtà più conosciute e all'avanguardia per la formazione di giovani calciatori. Gli under 15 e under 17 partecipano alla massima competizione regionale per dilettanti, il campionato regionale elite. La prima squadra milita attualmente nel girone A del campionato di Prima Categoria.
La Pallavolo Camaiore (pallavolo maschile) milita nel campionato nazionale di Serie B2. Altro sport praticato dalla popolazione camaiorese è il "tiro alla fune", gioco tipo tradizionale riconosciuto dalla FIGeST con tanto di campionato italiano, dove la città di Camaiore vede il primato nella categoria femminile, prima vinto nel 2018 dall'associazione "cerberi" e successivamente vinto dalle detentrici dello scudetto "Black bull girls".